# Liste der Baudenkmale in Wolfsburg-Kästorf-Sandkamp
In der Liste der Baudenkmale in Wolfsburg-Kästorf-Sandkamp sind alle Baudenkmale der niedersächsischen Ortschaft Wolfsburg-Kästorf-Sandkamp aufgelistet. Die Quelle der Baudenkmale ist der Denkmalatlas Niedersachsen. Der Stand der Liste ist der 26. März 2021.

## Allgemein
In den Spalten befinden sich folgende Informationen:
- Lage: die Adresse des Baudenkmales und die geographischen Koordinaten. Kartenansicht, um Koordinaten zu setzen. In der Kartenansicht sind Baudenkmale ohne Koordinaten mit einem roten Marker dargestellt und können in der Karte gesetzt werden. Baudenkmale ohne Bild sind mit einem blauen Marker gekennzeichnet, Baudenkmale mit Bild mit einem grünen Marker.
- Bezeichnung: Bezeichnung des Baudenkmales
- Beschreibung: die Beschreibung des Baudenkmales. Unter § 3 Abs. 2 NDSchG werden Einzeldenkmale und unter § 3 Abs. 3 NDSchG Gruppen baulicher Anlagen und deren Bestandteile ausgewiesen.
- ID: die Objekt-ID des Baudenkmales
- Bild: ein Bild des Baudenkmales, ggf. zusätzlich mit einem Link zu weiteren Fotos des Baudenkmals im Medienarchiv Wikimedia Commons. Wenn man auf das Kamerasymbol klickt, können Fotos zu Baudenkmalen aus dieser Liste hochgeladen werden:

## Kästorf

### Einzeldenkmale
| Lage                                         | Bezeichnung        | Beschreibung | ID       | Bild |
| -------------------------------------------- | ------------------ | --- | -------- | ---- |
| Jembker Straße 2 52° 26′ 55″ N, 10° 47′ 6″ O | Windmühle Schrader | Die Bockwindmühle besitzt vermutlich ein originales Gerüst. Die Mühle wurde 1860 von Schöppenstedt an den jetzigen Standort transloziert. Evtl. hat aber auch davor hier schon eine Bockmühle existiert, die auf dem Merianstich der Wolfsburg erkennbar ist. Von 1929 bis 1969 wurde die Mühle von der Müllerfamilie Schrader mit Wind betrieben. Sie hatte zuletzt zwei Segelgatterflügel und zwei Jalousieflügel. Die Mühle wurde von der Stadt Wolfsburg gekauft und 1993 saniert. | 34290555 |      |

## Sandkamp

### Einzeldenkmale
| Lage                                              | Bezeichnung              | Beschreibung | ID       | Bild |
| ------------------------------------------------- | ------------------------ | --- | -------- | ---- |
| Am Lindenberg 14 52° 25′ 45″ N, 10° 45′ 21″ O     | Wohn-/Wirtschaftsgebäude | Hallenhaus mit zweigeschossigem Wohnteil, erbaut wohl Ende 18. Jahrhundert, Sanierung und Umbau 1980–84 und 1986. | 34260772 | BW   |
| Stellfelder Straße 5 52° 25′ 43″ N, 10° 45′ 24″ O | Wohnhaus                 | Teil einer Hofanlage, zweigeschossiger Ziegelbau, erbaut um 1910.                                                 | 34260820 | BW   |